# Kerrera
Kerrera è un'isola scozzese situata nell'arcipelago delle Ebridi Interne, e costituisce il sottogruppo delle isole Slate.
Nel 2005 si è calcolato che possedesse una popolazione di appena 35 abitanti. L'isola è famosa per le rovine del Castello di Gylen, costruito nel 1582, ed anche perché qui morì nel 1249 Alessandro II di Scozia.
Il punto più alto dell'isola è Carn Breugach, a 189 m s.l.m.
Le attività principali sono legate al turismo e all'allevamento delle pecore.